# Chlopeň
Chlopeň (valva) je útvar umístěný v některých trubicovitých orgánech (v žilách a lymfatických cévách) a v srdci. Funguje jako ventil, který umožňuje tok tekutiny (především krve) pouze jedním směrem, a v opačném jí to nepovolí. Za patologických stavů ke zpětnému toku může dojít, což se označuje jako regurgitace.

## Srdeční chlopně

2D a 3D obraz srdce pořízený echokardiografem. Na 2D obraze je vidět trojcípá a mitrální chlopeň (nahoře) a aortální a mitrální chlopeň (dole).

### Anatomie a fyziologie
Srdeční chlopně jsou výběžky nitroblány srdeční (endokardu) vyztužené vazivem, které jsou upevněné na srdečním skeletu. Jejich úkolem je zajistit správný směr toku krve při srdeční systole. Jedná se o chlopně mezi síněmi (atrium) a komorami (ventriculus), levou komorou a srdečnicí (aorta) a mezi pravou komorou a plicnicí (truncus pulmonalis).
- Cípaté chlopně:
  - Dvojcípá (mitrální) chlopeň (valva atrioventricularis sinistra, valva mitralis, valva bicuspidalis) je chlopeň mezi levou síní (atrium sinistrum) a levou komorou (ventriculus sinister). Má dva cípy (tvarem připomíná kněžskou mitru) a brání návratu krve z levé komory do levé síně.
  - Trojcípá (trikuspidální) chlopeň (valva atrioventricularis dextra, valva tricuspidalis) je chlopeň mezi pravou síní (atrium dextrum) a pravou komorou (ventriculus dexter). Má tři cípy a brání návratu krve z pravé komory do pravé síně.
- Poloměsíčité chlopně:
  - Aortální chlopeň (valva aortae) spočívá na rozhraní levé komory a aorty. Tvoří ji tři cípy, které mají poloměsíčitý tvar (valvulae semilunares). Zabraňuje návratu krve z velkého oběhu zpět do srdce.
  - Chlopeň plicnice (valva trunci pulmonalis) spočívá na rozhraní pravé komory a plicnice. Má podobnou stavbu jako chlopeň aortální. Její funkcí je zábrana zpětného toku krve z malého oběhu do srdce.

### Vady srdečních chlopní
Aby chlopeň fungovala správně, musí její cípy při otevření vytvářet široký otvor a při uzavření těsně doléhat. Dojde-li ke zúžení (stenóze) musí srdce vytvářet větší tlak, aby krev přes vadnou chlopeň prošla (srdce je přetěžováno tlakově). Na druhé straně se může objevit nedomykavost (insuficience), kdy se část vypuzené krve vrací zpět a srdce ji musí přečerpat znovu (srdce je přetěžováno objemově). Vady se mohou i kombinovat. Nejčastěji bývá postižená chlopeň aortální a mitrální.
Je-li přítomna chlopenní vada, srdce nemusí být schopno udržet dostatečný výdej krve, je více namáhané a v důsledku zvýšených nároků může zbytňovat (hypertrofovat) a později se rozšiřovat (dilatovat). Zbytnělé srdce potřebuje více kyslíku, který nedostane, a rozvíjí se ischemická choroba srdeční.

#### Příčiny
Příčinami vzniku chlopenních vad může být
- degenerace chlopně,
- vrozená vada,
- porevmatické změny – následky neléčených streptokokových infekcí (časté špatně léčené angíny), jejichž výskyt díky antibiotikům klesá,
- infekce (endokarditidy).

#### Projevy
Mezi příznaky chlopenní vady patří
- únava, nevýkonnost,
- dušnost (nejprve při námaze, později klidová),
- bolesti na hrudi (nejprve námahové, později klidové),
- výpadky vědomí (synkopy),
- pocity nepravidelné činnosti srdce (palpitace).

Vada se však nemusí projevovat nijak a prvním příznakem může být náhlá smrt.

#### Vyšetření
Změny v proudění krve vadnými chlopněmi může být slyšitelné při poslechu fonendoskopem jako šelest. Základním vyšetřením pro posouzení závažnosti vady je však echokardiografie (tzv. ECHO). Je to vlastně ultrazvuk srdce, který pomocí Dopplerova jevu dokáže zobrazit tok krve a umožní zhodnocení funkce celého srdce. Další možností jsou pak invazivní katetrizační metody.

#### Léčba
Vadné chlopně je někdy možné opravit (valvuloplastika, plastika chlopně) nebo je lze vyměnit za umělou mechanickou náhradu (nejč. z uhlíku tzv. pyrolytického karbonu), bioprotézu (upravené hovězí nebo vepřové chlopně) nebo za homograft (chlopeň od zemřelého člověka). U vhodných pacientů lze chlopeň nahradit i bez operace přes katetry zavedené nejčastěji z třísla – TAVI – transkatetrová implantace aortální chlopně - nová chlopeň je složena v katetru a nafoukne se do staré nefunkční chlopně pomocí balonku. Volba záleží na typu vady a stavu pacienta. Operaci je třeba provést včas, než se začne rozvíjet poškození srdce.

## Žilní chlopně

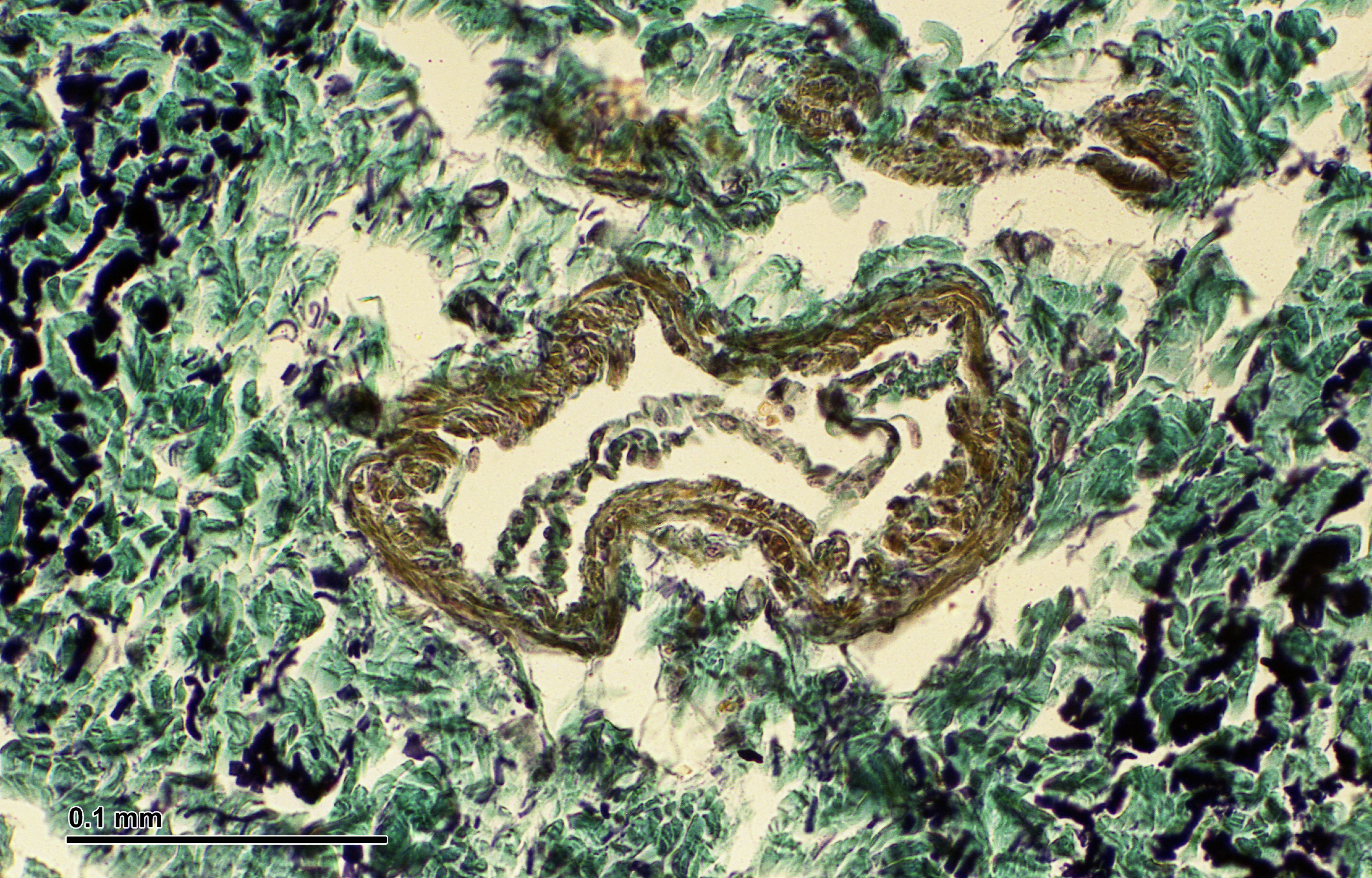
Žilní chlopeň, histologický řez

Žilní chlopeň v akci

### Anatomie a fyziologie
Žilní chlopně jsou výchlipky cévní výstelky (endotelu). Usměrňují tok krve směrem k srdci a rozdělují sloupec krve v cévě na menší úseky, čímž se rozdělí i hydrostatický tlak, takže krev neměstná v níže uložených částech těla. To je důležité zejména v dolních končetinách.

### Onemocnění žilních chlopní
Pokud žilní chlopně nefungují dostatečně, krev se v žilách hromadí a vznikají žilní městky, tzv. křečové žíly (varixy). Jejich nebezpečí tkví v tom, že stojící krev má tendenci tvořit sraženiny (tromby) a vzniká riziko jejich vmetení (embolii) nejčastěji do plic.

#### Vyšetření
Vyšetření je založeno hlavně na dopplerovské ultrasonografii.

#### Léčba
Konzervativní léčba spočívá v nošení elastických punčoch, užívání venofarmak a léků potlačujících srážení krve (antiagregancia). Chirurgickými přístupy lze buď nemocnou žílu úplně odstranit, nebo zneprůchodnit.

## Chlopně lymfatických cév
Chlopně v lymfatických cévách plní podobné funkce jako chlopně v žilách.